# 鳳蝶族
鳳蝶族（學名：Papilionini）是鳳蝶科鳳蝶亞科裡的一個族。幼蟲的寄主為芸香科、樟科及傘形科植物。